# Enrique Olivera
Enrique José Olivera
(Buenos Aires, 8 de febrero de 1940-Ib., 4 de noviembre de 2014) fue un abogado y político argentino que ocupó el cargo de vicejefe de Gobierno de la Ciudad Autónoma de Buenos Aires desde 1996 hasta 1999, cuando asumió el Poder Ejecutivo tras la renuncia de Fernando de la Rúa. Además, fue diputado de la Legislatura de la Ciudad de Buenos Aires entre el 2005 y el 2009, presidente del Banco de la Nación Argentina entre 2000 y 2001 y nuevamente en 2002, diputado de la Capital Federal entre 1991 y 1995 y Secretario de Turismo entre 1988 y 1989.
Era hermano del sacerdote Bernardo Olivera, superior de los hermanos trapenses (Orden Cisterciense de la Estricta Observancia).
Olivera llegó a ser presidente del exclusivo Jockey Club de la ciudad de Buenos Aires.

## Carrera
Enrique Olivera comenzó su formación profesional en la Universidad de Buenos Aires, donde, en 1961, se graduó de abogado. Completó sus estudios en Estados Unidos, graduándose en el Advanced Management Program de la Universidad de Harvard.
Comenzó a trabajar en la empresa privada, llegando a ocupar importantes cargos en empresas como el Grupo Fiat y el Banco Francés. A finales de 1986 ocupó el cargo de presidente del Directorio de Empresas Públicas, en el que permanecería siete meses. En 1988, el presidente Raúl Alfonsín lo nombró secretario de Turismo. Obtuvo el premio NOAH de la Academia de Turismo de Estados Unidos.
En 1991 fue elegido diputado nacional a través de la lista de su partido, la Unión Cívica Radical. En 1996 integró la lista, también radical, como candidato a vicejefe de Gobierno. Tras la renuncia de De la Rúa al cargo en 1999, ya que había sido elegido presidente de la Nación, Olivera asumió el cargo de jefe de Gobierno según lo dispuesto por la Constitución de la Ciudad de Buenos Aires.
Olivera puso el nombre de «Canciller Zavala Ortiz» a la plazoleta que se encuentra en la esquina de la avenida Leandro N. Alem y las calles Reconquista y Ricardo Rojas, en honor al líder radical Miguel Ángel Zavala Ortiz (1905-1982), uno de los responsables de la Resolución 2065, de la Asamblea General de las Naciones Unidas, mediante la cual se resolvió aceptar la posición argentina sobre las islas Malvinas.
En las elecciones celebradas en el año 2000 decidió no presentarse para una reelección, pero se presentó como candidato a diputado de la Legislatura de la Ciudad de Buenos Aires, resultando electo. En octubre de 2000 fue designado presidente del Banco de la Nación Argentina, renunciando a su banca, y en diciembre de ese mismo año fue elegido presidente de la Asociación de Bancos Públicos y Privados de Argentina. Permaneció en ese cargo hasta diciembre de 2001, cuando decidió renunciar al cargo tras la renuncia de De la Rúa a la presidencia.
En enero de 2002 volvió a ocupar el cargo de presidente del Banco Nación y renunció en abril de ese año.

### Gabinete
| Secretarías del Gobierno de Enrique Olivera        | Secretarías del Gobierno de Enrique Olivera                  | Secretarías del Gobierno de Enrique Olivera                                                                                               |
| Cartera                                            | Titular                                                      | Período |
| -------------------------------------------------- | ------------------------------------------------------------ | --- |
| Secretaría de Gobierno                             | Enrique Mathov Guillermo Moreno Hueyo                        | 10 de diciembre de 1999 - 16 de diciembre de 1999 17 de diciembre de 1999 - 7 de agosto de 2000                                           |
| Secretaría de Hacienda y Finanzas                  | Eduardo Delle Ville                                          | 10 de diciembre de 1999 - 7 de agosto de 2000                                                                                             |
| Secretaría de Obras y Servicios Públicos           | Abel Claudio Fatala                                          | 10 de diciembre de 1999 - 7 de agosto de 2000                                                                                             |
| Secretaría de Planeamiento Urbano                  | Enrique García Espil                                         | 10 de diciembre de 1999 - 7 de agosto de 2000                                                                                             |
| Secretaría de Industria, Comercio y Trabajo        | Rafael Kohanoff                                              | 10 de diciembre de 1999 - 7 de agosto de 2000                                                                                             |
| Secretaría de Cultura                              | Teresa Enriqueta de Anchorena                                | 10 de diciembre de 1999 - 7 de agosto de 2000                                                                                             |
| Secretaría de Educación                            | Mario Giannoni                                               | 10 de diciembre de 1999 - 7 de agosto de 2000                                                                                             |
| Secretaría de Promoción Social                     | Cecilia Felgueras Lidia Elsa Satragno                        | 10 de diciembre de 1999 - 16 de diciembre de 1999 17 de diciembre de 1999 - 7 de agosto de 2000                                           |
| Secretaría de Salud                                | Pablo Félix Bonazzola                                        | 10 de diciembre de 1999 - 7 de agosto de 2000                                                                                             |
| Secretaría de Medio Ambiente y Desarrollo Regional | Norberto La Porta                                            | 10 de diciembre de 1999 - 7 de agosto de 2000                                                                                             |
| Secretaría de Turismo                              | Vacante Narcizo Julio Muñiz                                  | 10 de diciembre de 1999 - 11 de febrero de 2000 - 7 de agosto de 2000                                                                     |
| Subsecretarías del Gobierno de Enrique Olivera     |                                                              | |
| Cartera                                            | Titular                                                      | Período |
| Subsecretaría General                              | Antonio Ostuni                                               | 10 de diciembre de 1999 - 16 de enero de 2000                                                                                             |
| Subsecretaría de Legal y Técnica                   | Jorge Barbagelata María Andrea Caruso Juan Santiago Pasquier | 10 de diciembre de 1999 - 20 de diciembre de 1999 21 de diciembre de 1999 - 17 de julio de 2000 18 de julio de 2000 - 7 de agosto de 2000 |
| Subsecretaría de Servicios Generales               | Jorge Ferronato                                              | 21 de enero de 2000 - 7 de agosto de 2000                                                                                                 |
| Subsecretaría de Coordinación de Gabinete          | Luis Gregoric Eduardo Passalacqua                            | 10 de diciembre de 1999 - 28 de diciembre de 1999 - 7 de agosto de 2000                                                                   |
| Subsecretaría de Comunicación Social               | Luis Gregoric                                                | 21 de enero de 2000 - 7 de agosto de 2000                                                                                                 |

### Campaña sucia

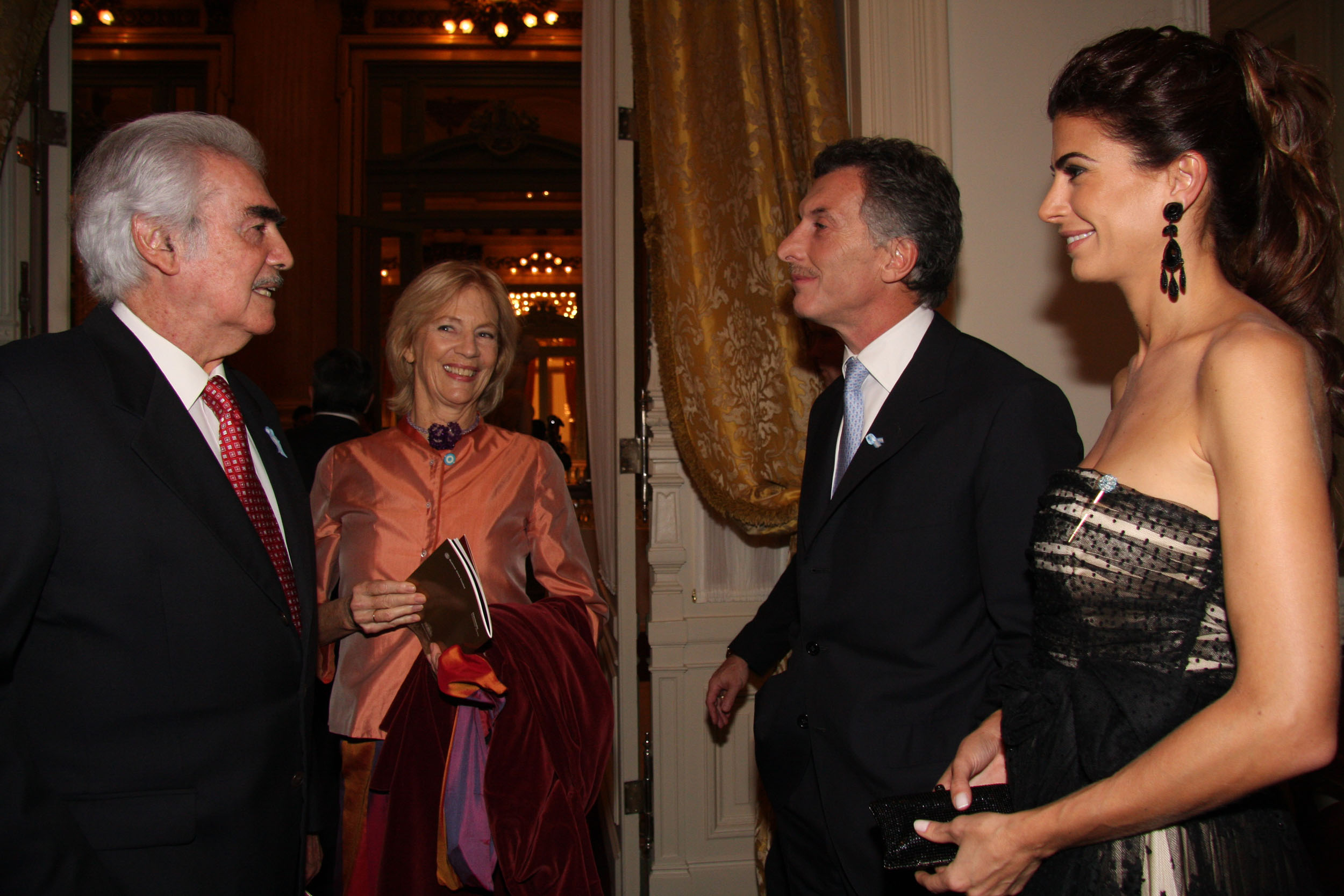
Olivera junto a Macri y Juliana Awada en la reapertura del Teatro Colón en 2010.

En 2005, Olivera volvió a presentarse como candidato a diputado de la Legislatura porteña por el partido ARI. Tres días antes de las elecciones legislativas del 23 de octubre de 2005, le llegó una denuncia anónima al secretario de Deportes porteño del gabinete de Aníbal Ibarra, Daniel Bravo, con un pedido para que se investigaran presuntas cuentas no declaradas de Enrique Olivera en el exterior. 
Según la denuncia que Bravo presentó ante la Oficina Anticorrupción, en la declaración jurada patrimonial y financiera que el ARI había colocado en su página de Internet, Enrique Olivera había omitido la existencia de una cuenta radicada en el Banco Credit Suisse First Boston de la Confederación Helvética, número 420028471, «que al día 10 de octubre de 2005 registraba un saldo positivo de 1.671.571,05 dólares». También se denunció la existencia de otra cuenta privada a nombre de Enrique Olivera, orden n.º 90037537, radicada en el Banco HSBC de Nueva York, cuyo saldo positivo al 26 de septiembre de 2005 era de 566.157,37 dólares. Bravo dijo "No hago juicio de valor sobre el origen de esos fondos, solo pido que se investigue dado que [Olivera] es un hombre de reconocida fortuna y en la página solo consta un plazo fijo por 23 000 pesos".
Debido a esta denuncia, el PRO obtuvo el 34 % de los votos, mientras que el ARI obtuvo el 22 % ―lo que le permitió a Olivera ser electo al cargo de diputado por la ciudad―.
Casi dos años después de haber acusado a Enrique Olivera de omitir la declaración de dos cuentas bancarias en el exterior, Daniel Bravo pidió disculpas a Olivera y dijo que fue utilizado involuntariamente para motorizar la denuncia ante la Oficina Anticorrupción.

### Candidato
En las elecciones del 3 de junio de 2007, Olivera fue candidato a vicejefe de Gobierno de la ciudad de Buenos Aires en la fórmula encabezada por Jorge Telerman. En esta ocasión quien competía contra el candidato del PRO, Mauricio Macri, era el candidato justicialista, Daniel Filmus.